# Telebasis demarara
Telebasis demarara is een libellensoort uit de familie van de waterjuffers (Coenagrionidae), onderorde juffers (Zygoptera). De soort komt ook voor in Suriname.
De wetenschappelijke naam van de soort is voor het eerst geldig gepubliceerd in 1917 door Williamson.